# 이주희 (치어리더)
이주희(1993년 8월 20일 ~ )는 대한민국의 여성 치어리더이다.